# Big Dig

Boston's snelwegsysteem voor en na de Central Artery/Tunnel Project (CA/T)

De Big Dig ("de grote graafpartij") is de officieuze naam voor het Central Artery/Tunnel Project (CA/T), een enorm verkeers- en stedenbouwkundig project dat tussen 1982 en 2007 werd gepland en uitgevoerd in de binnenstad van de Amerikaanse stad Boston.

## Doelstelling
Het belangrijkste doel van het project was om de Cross Town Express Way, een belangrijke autosnelweg die in de vijftiger jaren dwars door de binnenstad was aangelegd over een monstrueus viaduct, door middel van tunnels onder de grond te laten verdwijnen. Deze snelweg maakt deel uit van Interstate 93. Ook een derde tunnel onder de haven van Boston (de Ted Williams Tunnel) en een brug over de Charles River maken deel uit van het project. 
Het is het duurste wegenbouwproject in de geschiedenis van de Verenigde Staten. Het werd gefinancierd door de federale regering in Washington D.C. en de regering van de staat Massachusetts. Het hele project, dat bij het begin van de constructie op 5,8 miljard dollar was geraamd, heeft bijna 15 miljard dollar gekost, waarvan de federale regering 8,549 miljard dollar voor zijn rekening heeft genomen. Het project duurde ook 10 jaar langer dan bij de start was gepland. Het verkeer stroomt nu echter wel goed door.

## Geschiedenis

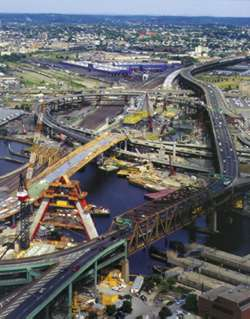
De "Big Dig" vanuit de lucht gezien in noordelijke richting, met de Zakim Bunker Hill Bridge over de Charles River in uitvoering

Planning voor het project begon in 1982, en veel politieke manoeuvres waren nodig om de financiering rond te krijgen. President Ronald Reagan sprak in 1987 zijn veto uit over het project omdat het te duur zou zijn, maar het Democratische Congres had genoeg stemmen om zijn veto te verwerpen.
In 1991 werd met de uitvoering van het project begonnen. De grootste uitdaging was tunnels aan te leggen in een oude stad met smalle straten, terwijl weg-, spoor- en metroverkeer gewoon moest doorgaan. Voordat de tunnels konden worden gebouwd, moesten grote aantallen ondergrondse elektriciteits- en telefoonkabels, en waterleidings- en rioleringsbuizen worden omgeleid. Regelmatig moest het werk worden stilgelegd omdat men op de funderingen van oude gebouwen stuitte, en zelfs op schepen die gezonken waren voordat het land eeuwen geleden was drooggelegd.
Boston leek meer dan tien jaar één grote bouwplaats langs het traject van de nieuwe tunnels, maar in 2003 werden eindelijk de tunnels voor het verkeer opengesteld, en het oude viaduct afgebroken. Hierna moest de Zakim Bunker Hill-brug over de Charles River nog worden afgebouwd, en werd de laatste hand gelegd aan de afwerking van het project. Boven op de tunnel, waar vroeger het viaduct stond, is een aantal groenvoorzieningen aangelegd.

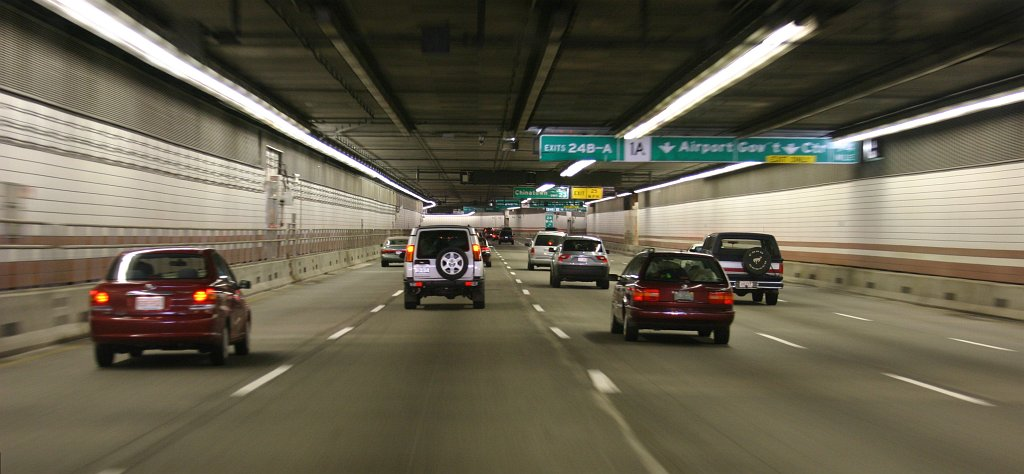
De nieuwe tunnel met de "Cross Town Express Way"

Op 10 juli 2006 kwam een bijna drie ton wegend stuk beton van het plafond naar beneden van een tot de "Big Dig" behorende verbindingstunnel naar de tunnel onder de haven naar de luchthaven van Boston. De betonplaat landde op een voorbijkomende auto, en een vrouw kwam hierbij om het leven. De oorzaak was een fout in de bevestiging van de betonplaat. Dit leidde tot de onmiddellijke sluiting van een aantal tunnels, wat een verkeerschaos in het centrum van Boston veroorzaakte. Nader onderzoek wees uit dat er een groot aantal andere punten zijn waar dezelfde constructie werd gebruikt, en waar de bouten die het plafond omhoog houden verdacht zijn. Dit incident heeft het vertrouwen van de inwoners van Boston in het project aanzienlijk geschaad. Het onderzoek naar de veiligheid van de tunnels werd persoonlijk geleid door de toenmalige gouverneur van Massachusetts, Mitt Romney.
Op 31 december 2007 sloot Boston officieel het gigantisch constructieproject af.

## Gevolgen
Dankzij de tunnel is er een reductie van 12% van de koolmonoxide-overlast en is de lucht in het stadscentrum veel schoner geworden. Het autolawaai en de fileproblematiek in de stad zijn vrijwel verdwenen.